# Pínia (gens)
A gens Pinnia foi uma família plebeia obscura em Roma antiga. Poucos membros desta gens são mencionados na história, e poucos deles alcançaram algum dos altos cargos do estado romano, embora alguns tenham se tornado governadores locais, e pelo menos um, Lúcio Pínio Porfírio, ocupou o cargo de questor. Muitos outros são conhecidos por inscrições.

## Praenomina
Os principais praenomina dos Pínios eram Titus e Lucius. Eles ocasionalmente usavam Quintus e Gaius, e há instâncias de Marcus, Aulus e Publius.

## Membros
- Quintus Pinnius, amigo de Marcus Terentius Varro, o antiquário, que o menciona em Rerum Rusticarum, seu tratado sobre agricultura.[2]
- Titus Pinnius, amigo de Cicero, que o menciona em uma de suas cartas.[3]
- Lucius Pinnius Celer, um soldado nomeado em uma inscrição de Roma, datada de 70 d.C.[4]
- Titus Pinnius Hilarus, fez um contrato com Públio Decímio Epagato em março, 102 d.C.[5]
- Titus Pinnius Primigenius, junto com sua esposa, Fannia Sabina, dedicou um túmulo em Roma para sua escrava doméstica, Honorata, com seis anos, sete meses e vinte e sete dias, com uma inscrição datada do segundo século d.C., ou da parte final do primeiro.[6]
- Marcus Pinnius M. l. Surus, um liberto enterrado em Roma, em um túmulo datado do segundo século.[7]
- Pinnia Restuta, uma liberta enterrada em Roma, no túmulo de Marcus Pinnius Surus.[7]
- Quintus Pinnius Onesimus, um dos sacerdotes em Ostia em Latium em 151 d.C.[8]
- Pinnius Aurelius Venerius, enterrado em Puteoli em Campania, com cerca de cinquenta anos, segundo uma inscrição pertencente ao final do terceiro ou início do quarto século d.C.[9]

### Pinnii de era incerta
- Lucius Pinnius, Praefectus Augustalis, nomeado em uma inscrição de Gabii em Latium.[10]
- Quintus Pinnius, um dos septemviri epulones em Ravenna em Venetia e Histria.[11]
- Pinnia L. l., uma liberta enterrada em Tibur em Latium.[12]
- Quintus Pinnius Q. l, enterrado em Adria em Venetia e Histria.[13]
- Lucius Pinnius L. l. Acastus, um liberto enterrado em Tibur.[12]
- Gaius Pinnius C. f. Agrippa, enterrado em Acaia, com vinte e dois anos.
- Titus Pinnius T. l. Anteros, um liberto nomeado em uma inscrição de Roma.[14]
- Titus Pinnius T. l. Cavarius, um liberto, e irmão de Pinnia Plecte e Pinnius Januarius, enterrado em Bouthoe em Dalmatia.[15]
- Lucius Pinnius S. f. Celsus, enterrado em Roma, com dezoito anos, quatro dias.[16]
- Lucius Pinnius L. l. Cerdo, enterrado em Roma.[17]
- Gaius Pinnius Chrysanthus, pai de Gaius Pinnius Natalis e Pinnia Natalia, que morreu na infância.[18]
- Titus Pinnius Corinthus, marido de Livia Poppaea, e pai de duas filhas chamadas Pinnia Poppaea, que morreram na infância.[19]
- Pinnia Didyma, esposa de Titus Pinnius Hermes, que construiu um túmulo para ela em Roma.[20]
- Titus Pinnius Epaphroditus, enterrado no local atual de Castel Gandolfo em Latium, com dezoito anos, cinco meses.[21]
- Quintus Pinnius Felix, um dos sacerdotes em Portus em Latium.[22]
- Titus Pinnius Festus, nomeado em uma inscrição de Roma como um dos doadores de um pote.[23]
- Titus Pinnius T. f. Firmus, nomeado em uma inscrição de Ateste em Venetia e Histria.[24]
- Lucius Pinnius L. f. Fortis, filho de Lucius Pinnius Valens e Pinnia Procula, enterrado em um sepulcro familiar em Ostia.[25]
- Titus Pinnius Fortis, herdeiro sob o testamento de Lucius Birronius Quartonius.[26]
- Pinnius Graptus, nomeado em uma inscrição de Roma.[27]
- Pinnius Hermeros, marido de Claudia, nomeado em uma inscrição de Tarvisium em Venetia e Histria.[28]
- Titus Pinnius Hermes, marido de Pinnia Didyma, para quem construiu um túmulo em Roma.[20]
- Pinnia T. l. Hilara, uma liberta nomeada em uma inscrição de Roma.[14]
- Titus Pinnius Hilarus, enterrado em Roma.[29]
- Pinnius Januarius, irmão de Titus Pinnius Cavario.[15]
- Titus Pinnius Januarius, marido de Papiria Musa, enterrado em Salonia em Dalmatia, com trinta anos.[30]
- Pinnia Joconio, uma liberta, enterrada em Roma com Titus Pinnius Tilles.[31]
- Aulus Pinnius Maximus, um senador nomeado em um testamento de Panormus em Sicília.[32]
- Titus Pinnius T. (f.?) Modestus, nomeado em uma inscrição funerária para sua liberta, Pinnia Primigenia.[33]
- Pinnia C. f. Natalia, filha de Gaius Pinnius Chrysanthus, enterrada em Brundisium em Calábria, com seis anos.[18]
- Gaius C. f. Pinnius Natalis, filho de Gaius Pinnius Chrysanthus, enterrado em Brundisium, com seis anos.[18]
- Lucius Pinnius Nedymus, Praefectus Augustalis, nomeado em uma inscrição de Gabii.[10]
- Pinnia Plecte, irmã de Titus Pinnius Cavarius, para quem construiu um monumento em Bouthoe.[15]
- Pinnia T. f. Poppaea, filha bebê de Titus Pinnius Corinthus e Livia Poppaea, enterrada em Roma, com um ano, seis meses e cinco dias.[19]
- Pinnia T. f. Poppaea, filha de Titus Pinnius Corinthus e Livia Poppaea, enterrada em Roma, com cinco anos, dois meses e vinte dias.[19]
- Lucius Pinnius Porphyrio, um questor, nomeado em uma inscrição de Gabii.[10]
- Lucius Pinnius Pri[...], nomeado em uma inscrição de Tarvisium.[34]
- Pinnia T. l. Primigenia, a liberta de Titus Pinnius Modestus, enterrada em Roma.[33]
- Pinnius Probus, herdeiro de Gaius Aemilius Severus, um centurião enterrado em Ravenna.[35]
- Pinnia L. l. Procula, a liberta e esposa de Lucius Pinnius Valens, e mãe de Lucius Pinnius Fortis, construiu um sepulcro em Ostia para sua família.[25]
- Gaius Pinnius Provincialis, enterrado em Aquileia em Venetia e Histria.[36]
- Públio Pinnius Saturninus, enterrado em Castellum Celtianum em Numídia, com trinta e um anos.[37]
- Lucius Pinnius L. l. Sopilus, um liberto, nomeado em uma inscrição dedicatória de Aquileia.[38]
- Titus Pinnius T. l. Suntrophus, um liberto, que se tornou um vestiarius, ou comerciante de roupas, em Roma.[39]
- Titus Pinnius Tilles, um liberto enterrado em Roma, junto com Pinnia Joconio.[31]
- Lucius Pinnius Valens, o marido e ex-mestre de Pinnia Procula, e pai de Lucius Pinnius Fortis, enterrado no sepulcro familiar construído por sua esposa em Ostia.[25]
- Marcus Pinnius Valens, um soldado da guarda pretoriana, enterrado em Roma, com quarenta e cinco anos, tendo servido vinte e quatro anos.[40]
- Lucius Pinnius Zabda, nomeado em uma inscrição de Tarvisium.[34]
- Tibério Cláudio Pinnius, enterrado em Ostia, com quatorze anos, três meses.[41]